# Comitatul Wright, Minnesota
Comitatul Wright (în engleză Wright County) este un comitat din statul Minnesota, Statele Unite ale Americii. A fost fondat în 1855. Conform recensământului din 2010 avea o populație de 124.700 de locuitori. Reședința comitatului este orașul Buffalo.

## Geografie

### Autostrăzi majore
- Interstate 94
- U.S. Highway 12
- U.S. Highway 52
- Minnesota State Highway 24
- Minnesota State Highway 25
- Minnesota State Highway 55
- Minnesota State Highway 101
- Minnesota State Highway 241

### Comitate adiacente
- Sherburne County (nord-est)
- Hennepin County (est)
- Carver County (sud-est)
- McLeod County (sud-vest)
- Meeker County (vest)
- Stearns County (nord-vest)